# Stylopoma horarium
Stylopoma horarium är en mossdjursart som beskrevs av Tilbrook 2006. Stylopoma horarium ingår i släktet Stylopoma och familjen Schizoporellidae. Inga underarter finns listade i Catalogue of Life.